# Sievi stationsby
Sievi stationsby (finska: Sievi asemakylä, även: Korhoskylä) är en ort i Sievi kommun i landskapet Norra Österbotten i Finland. Sievi stationsby utgjorde en tätort (finska: taajama) fram till tätortsavgränsningen 2017.
Vid tätortsavgränsningen den 31 december 2016 hade Sievi stationsby 201 invånare och omfattade en landareal av 1,03 kvadratkilometer. Året därefter hade området färre än 200 invånare och Sievi stationsby klassificerades inte längre som tätort.